# San Agustín del Guadalix
San Agustín del Guadalix è un comune spagnolo di 13 466 abitanti situato nella comunità autonoma di Madrid.